# Украинский консерватизм

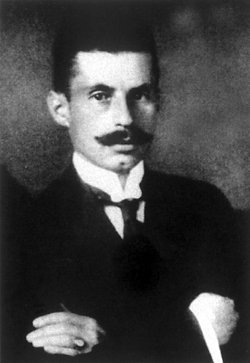
Вячеслав Липинский

Украинский консерватизм (также Теория украинского монархизма и Украинский гетманский национализм) — консервативная политическая идеологическая теория и доктрина разработанная Вячеславом Липинским и, частично, Павлом Скоропадским в 20-х годах XX века.

## Основные идеи
Основным элементом национального консерватизма по Вячеславу Липинскому является идея политической интеграции как средства создания независимого национального государства (нация в его трактовке — все граждане государства). Национализм, в данном контексте, сводится к тому, что украинцы отличаются от других народов лишь своей политической интеграцией. Интегрированные на почве этнокультуры и национального самосознания, они должны сплотить все народы в единое целое.
Также важной составляющей данной доктрины является отношение к идеологии, которая в ней выводится из народных традиций и обычаев, в частности из государственного опыта гетьманско-казацких времён, высокой этической культуры хлеборобского сообщества, считающейся движущей силой национального возрождения Украины.